# Kanton Semur-en-Brionnais
Der Kanton Semur-en-Brionnais war bis 2015 ein französischer Wahlkreis im Arrondissement Charolles, im Département Saône-et-Loire und in der Region Bourgogne. Sein Hauptort war Semur-en-Brionnais. Vertreter im Generalrat des Départements war zuletzt von 2004 bis 2015 André Mamessier (DVD). 
Der Kanton war 196,59 km² groß und hatte 4974 Einwohner (2006), was einer Bevölkerungsdichte von 25 Einwohnern pro km² entsprach. Er lag im Mittel 385 Meter über Normalnull, zwischen 245 Metern in Iguerande und 549 Metern in Sainte-Foy. Der Kanton ist gemeinde- und flächenmäßig deckungsgleich mit dem Gemeindeverband der Communauté de communes de Semur-en-Brionnais

## Gemeinden
Der Kanton bestand aus 14 Gemeinden:
| Gemeinde                      | Einwohner Jahr | Fläche km² | Bevölkerungsdichte | Code INSEE | Postleitzahl |
| ----------------------------- | -------------- | ---------- | ------------------ | ---------- | ------------ |
| Briant                        | 225 (2013)     | –          | – Einw./km²        | 71060      | 71110        |
| Fleury-la-Montagne            | 663 (2013)     | –          | – Einw./km²        | 71200      | 71340        |
| Iguerande                     | 1.005 (2013)   | –          | – Einw./km²        | 71238      | 71340        |
| Ligny-en-Brionnais            | 340 (2013)     | –          | – Einw./km²        | 71259      | 71110        |
| Mailly                        | 149 (2013)     | –          | – Einw./km²        | 71271      | 71340        |
| Oyé                           | 308 (2013)     | –          | – Einw./km²        | 71337      | 71800        |
| Saint-Bonnet-de-Cray          | 472 (2013)     | –          | – Einw./km²        | 71393      | 71340        |
| Saint-Christophe-en-Brionnais | 518 (2013)     | –          | – Einw./km²        | 71399      | 71800        |
| Saint-Didier-en-Brionnais     | 158 (2013)     | –          | – Einw./km²        | 71406      | 71110        |
| Sainte-Foy                    | 120 (2013)     | –          | – Einw./km²        | 71415      | 71110        |
| Saint-Julien-de-Jonzy         | 296 (2013)     | –          | – Einw./km²        | 71434      | 71110        |
| Sarry                         | 124 (2013)     | –          | – Einw./km²        | 71500      | 71110        |
| Semur-en-Brionnais            | 653 (2013)     | –          | – Einw./km²        | 71510      | 71110        |
| Varenne-l’Arconce             | 125 (2013)     | –          | – Einw./km²        | 71554      | 71110        |

## Bevölkerungsentwicklung
| 1962 | 1968 | 1975 | 1982 | 1990 | 1999 | 2006 |
| ---- | ---- | ---- | ---- | ---- | ---- | ---- |
| 5161 | 5593 | 5163 | 5143 | 4865 | 4965 | 4974 |